# 上場廃止
上場廃止（じょうじょうはいし）とは、上場により取引所の開設する市場における売買の対象であった株式や債券などについて市場の売買対象から除外すること。

## 概説
上場廃止の大まかな事由として、上場契約違反、法人格消滅（合併を含む）、完全親会社設立（完全子会社化）、会社の倒産（経営破綻）などがある。また、上場企業が上場のメリットが小さくなったと判断して自主的に株式上場廃止申請を行う場合もある。
これらのうち有価証券報告書等の虚偽記載など上場会社規律に係わる基準に抵触する事案の上場廃止の性格については、規律違反に対する懲罰であるとする懲罰説と品質管理の点から行われるとする品質管理説の対立がある。
上場の廃止により取引所での売買はできなくなるため流動性は低下し、市場価格がなくなるため適正価格の把握が困難になるといった副次的な影響がある。
株式の上場廃止の場合、会社側から見ると、株主構成の変動可能性は小さくなるほか、流通市場が縮小化するため資金調達への影響が出たり、上場会社としてのステータスが失われるといった影響が出ることが考えられる。株主や投資者側から見ると、上場廃止により保有株式の換金可能性は低下するほか、取引所の終値がなくなるため株式の評価の方法に影響を及ぼす。また、機関投資家の運用対象から外れたり、一般投資家の場合には証券会社による勧誘が制約され投資機会が制限されることがある。一般社会の見方としても、その会社の価値が、上場市場名、株式の価値で示せないこともあって、「信用の低下」、「社会から閉ざされた」、（その理由によっては）「情けない」、「堕ちた」等といった印象を生む。
なお、株式に譲渡制限を設けることを株式の非公開化という。上場は取引所で売買対象となることであり、上場が廃止されてもその会社の株式等の売買が一切できなくなるわけではない。非上場となった株式会社が株式の譲渡そのものを制限するためには定款変更といった一定の手続が必要になる。一方、上場会社が定款変更により株式の譲渡制限を設けることとした場合には、不特定多数による市場での売買とは相容れないこととなるため上場規程等で原則として上場廃止の対象とされている。

## 東京証券取引所・名古屋証券取引所における上場廃止
ここでは上場維持基準が導入されている東京証券取引所と名古屋証券取引所における上場廃止について記述する。

### 上場維持基準
2022年4月4日に施行された東京証券取引所新市場発足並びに名古屋証券取引所における市場名変更後は、上場廃止基準を見直した上場維持基準が新設された。この内、東京証券取引所プライム市場並びに名古屋証券取引所プレミア市場では、株主数800人以上（東証一部では400人未満、名証一部では150人未満）、流通株式数20,000単位以上（東証一部では2,000単位未満、名証一部では1,000単位未満）、流通株式比率35%以上（東証一部・名証一部共5%未満）にそれぞれ大幅に引き上げられた他、東京証券取引所スタンダード市場では、株主数400人以上（東証二部では400人未満、JASDAQスタンダードでは150人未満）、流通株式数2,000単位以上（東証二部では2,000単位未満、JASDAQスタンダードでは500単位未満）、流通株式比率25%以上（東証二部では5%未満、JASDAQスタンダードでは流通株式比率による上場廃止はなし）に引き上げられた。
東京証券取引所では、株主数、流通株式、時価総額、純資産の額において上場維持基準に抵触した場合、抵触した会計年度の1年後に監理銘柄（確認中）に指定され、基準に適合しなかった場合は上場廃止となる。上場維持基準に抵触したために市場変更を希望する場合は、現在の市場区分における改善期間の最終日までに市場区分の新規上場申請手続及び新規上場審査と同様の変更申請を行わなければならない（改善期間の最終日までに審査が完了しなかった場合は、審査完了までの間監理銘柄に指定される）。東証グロース上場企業において、テクニカル上場した企業においては、当該上場企業を上場廃止となった企業と同一のものとみなされ、上場期間が引き継がれる。
東京証券取引所では、上場維持基準に抵触した場合は、事業年度末日から3か月以内に適合計画を開示しなければならない。また、訂正もしくは変更が行われた場合は速やかに開示しなければならない。
- 株主数・流通株式数に関しては、事業年度末日の2か月後までに提出する分布状況表により上場維持基準に適合するかを判断する。上場維持基準に抵触した場合は、中間期末など、任意で分布状況表を提出する事が可能である。翌事業年度末日の当日に監理銘柄（確認中）に指定され、2か月後までに再提出する分布状況表によって、上場維持基準不適合となった場合は上場廃止となる。
- 売買代金（東証プライムのみ）に関しては、毎年12月末日以前1年間における売買立会での金額を日次平均にした値で審査を行う。最終営業日時点で売買代金において上場維持基準不適合となった場合は上場廃止となる。
- 売買高（東証スタンダード・東証グロースのみ）に関しては、毎年6月末日及び12月末日以前6か月間における売買立会での売買高を月次平均にした値で審査を行う。6月末日審査の場合は12月最終営業日時点で、12月末日審査の場合は翌年6月最終営業日時点で、それぞれ売買高において上場維持基準不適合となった場合は上場廃止となる。
- 時価総額（上場から10年を経過した東証グロース上場企業のみ）に関しては、事業年度末日以前3か月間における売買立会における当該株券等の日々の最終価格の平均に、当該事業年度の末日における上場株券等の数を乗じて得た額で審査を行う。翌事業年度末日の当日に監理銘柄（確認中）に指定され、潜在株式により上場株式が未確定である場合は、上場株式を確定させた上で監理銘柄（確認中）に指定される。時価総額において上場維持基準不適合となった場合は上場廃止となる。2013年7月15日以前にJASDAQに上場した企業は、東京証券取引所と大阪証券取引所との現物市場を統合した同年7月16日ではなく、JASDAQに上場した日からの年数を通算する。

東京証券取引所における上場維持基準は以下の通りである。
| 上場維持基準     | プライム                     | スタンダード            | グロース                                                                                               | 改善期間 |
| ---------------- | ---------------------------- | ----------------------- | --- | -------- |
| 株主数           | 800人以上                    | 400人以上               | 150人以上                                                                                              | 1年      |
| 流通株式数       | 20,000単位以上               | 2,000単位以上           | 1,000単位以上                                                                                          | 1年      |
| 時価総額         | -                            | -                       | 上場から10年経過後 40億円以上 （旧：マザーズ・旧：JASDAQに 上場していた企業は 新規上場した日から起算） | 1年      |
| 流通株式時価総額 | 100億円以上                  | 10億円以上              | 5億円以上                                                                                              | 1年      |
| 売買代金         | 1日平均売買代金 2000万円以上 | -                       | - | 1年      |
| 売買高           | -                            | 月平均売買高 10単位以上 | 月平均売買高 10単位以上                                                                                | 6か月    |
| 流通株式比率     | 35%以上                      | 25%以上                 | 25%以上                                                                                                | 1年      |
| 純資産の額       | 純資産が正                   | 純資産が正              | 上場から4年経過後 純資産が正 （旧：マザーズ・旧：JASDAQに 上場していた企業は 新規上場した日から起算）  | 1年      |

名古屋証券取引所は、プレミア市場上場企業が事業年度末日において上場維持基準を満たさず、改善期間中に改善がなされなかった上場企業の内、メイン市場の上場維持基準を満たしている場合は、メイン市場へ市場変更となる。プレミア市場上場企業がメイン市場の上場維持基準を満たしていなかったり、メイン市場上場企業並びにネクスト市場上場企業が事業年度末日において上場維持基準を満たさず、改善期間中に改善がなされなかった場合は上場廃止となる。
名古屋証券取引所では、時価総額において上場維持基準に抵触した場合は、事業年度末日から3か月以内に適合計画を開示しなければならない。
- 売買高・値付率（値付率は名証ネクストのみ）に関しては、最近6か月（1月～6月、7月～12月）月平均売買高で審査を行う。6月末日審査の場合は12月最終営業日時点で、12月末日審査の場合は翌年6月最終営業日時点で、それぞれ売買高において上場維持基準不適合となった場合は、プレミア市場上場企業はメイン市場へ市場変更される他、プレミア市場上場企業がメイン市場の上場維持基準を満たしていなかった場合は上場廃止となる他、メイン市場上場企業並びにネクスト市場上場企業は上場廃止となる。名証ネクスト上場企業は、月平均値付率が20％未満となり、その後6カ月間の月平均売買高が10単位以上又は月平均値付率が20％以上にならなかった場合は上場廃止となる。
- 時価総額に関しては、事業年度末日以前3か月間の平均時価総額で審査を行う。上場維持基準不適合となった場合は、プレミア市場上場企業はメイン市場へ市場変更される他、プレミア市場上場企業がメイン市場の上場維持基準を満たしていなかったり、メイン市場上場企業並びにネクスト市場上場企業が上場維持基準を満たしていなかった場合は上場廃止となる。

名古屋証券取引所における上場維持基準は以下の通りである。
| 上場維持基準     | プレミア                    | メイン                    | ネクスト | 改善期間 |
| ---------------- | --------------------------- | ------------------------- | --- | -------- |
| 株主数           | 800人以上                   | 150人以上                 | 150人以上 | 1年      |
| 流通株式数       | 20,000単位以上              | 1,000単位以上             | - | 1年      |
| 時価総額         | 100億円以上                 | 5億円以上                 | 2億円以上 | 1年      |
| 売買高・値付率   | 月平均売買高40単位以上      | 月平均売買高3単位以上     | 月平均売買高10単位以上 又は値付率20%以上 | 6か月    |
| 流通株式比率     | 35%以上                     | 10%以上                   | - | 1年      |
| 個人株主所有割合 | 5%以上又は株主数2,000人以上 | 5%以上又は株主数300人以上 | - | 1年      |
| 業績             | -                           | -                         | 上場後4年目以降5年連続で営業利益及び営業活動による キャッシュ・フローが負でないこと （財務諸表等に 継続企業の前提に関する事項の注記 がなされた場合のみ） | 1年      |
| 純資産の額       | 純資産が正                  | 純資産が正                | 純資産が正 | 1年      |

債務超過に関しては、審査対象事業年度の末日以前3か月間の平均時価総額が1,000億円以上の場合（改善に向けた計画を適切に開示しているものに限る）と法的整理、事業再生ADR、私的整理に関するガイドライン（東京証券取引所のみ）、地域経済活性化支援機構の再生支援（名古屋証券取引所のみ）により債務超過でなくなることを計画している（いずれも取引所が適当と認める場合に限る）場合、東証グロース・名証ネクストは上場後3年間において純資産の額が正でない状態となった場合は上場廃止の対象外となる。
上場維持基準以外の上場廃止基準は以下の通りである。
- 銀行取引の停止・破産手続・民事再生手続又は会社更生手続・事業活動の停止(いわゆる経営破綻)
- 不適当な合併等（いわゆる裏口上場）・有価証券報告書又は半期報告書の提出遅延・虚偽記載または監査法人による不適正意見（監査意見の不表明）等・上場契約違反等・内部管理体制が改善されない等
- 株式事務代行機関への委託契約解除・株式の譲渡制限・完全子会社化・指定保管振替機関における取扱いに係る同意の撤回・株主の権利の不当な制限・反社会的勢力の関与・全部取得・株式の併合・その他（公益・投資者保護）
- 会社の解散

東京証券取引所における流通株式に関しては、以下の株式は流通株式として認められる。
- 投資信託又は年金信託に組み入れられている株式
- その他投資一任契約等に基づき投資として運用することを目的とする信託に組入れられている株式
- 証券金融会社又は金融商品取引業者所有株式のうち信用取引に係る株式
- 預託証券に係る預託機関名義の株式
- 国内の普通銀行、保険会社、事業法人等が所有する株式に関しては、下記に該当する場合は流通株式に含める場合がある。
  - 直近の大量保有報告書等において、保有目的が「純投資」と記載され、なおかつ5年以内の売買実績が確認できる場合
  - 保有状況報告書が提出され、かつ保有目的が「純投資」と記載され、なおかつ5年以内の売買実績が確認できる場合

#### 経過処置
2022年4月3日時点における東京証券取引所上場会社の内、以下の区分に該当し、かつ「上場維持基準の適合に向けた計画書」を提出した会社は、当分の間緩和した上場維持基準（経過措置）を適用する。但し、新市場区分の選択において新規上場審査と同様の審査を行ったり、手続移行後に市場変更を行ったり、2022年4月4日時点で特設注意市場銘柄に指定されていたり、同日以降に特別注意銘柄（名古屋証券取引所は特設注意市場銘柄）に指定された場合は経過措置の対象外となる。経過処置は、2022年12月31日時点で上場維持基準を満たしていない510社（プライム269社、スタンダード200社、グロース41社）に対して適用される。
2022年4月3日時点における東京証券取引所上場会社（特設注意市場銘柄は除く）で、上場維持基準に抵触した上場会社は、上場維持基準に適合するための取組み及びその実施時期を記載した計画の開示を行い、当該計画の進捗状況を事業年度末日から3か月以内に開示する場合に限り経過処置が継続適用される。売買高並びに純資産の額において上場維持基準に抵触した場合は、売買高は抵触した会計年度の6か月後に、純資産の額は抵触した会計年度の1年後に監理銘柄（確認中）に指定され、基準に適合しなかった場合は上場廃止となる。但し、上場後10年を経過したマザーズ上場会社が、2022年4月3日までに到来する事業年度末日までの3か月平均時価総額が5億円未満となった場合には、原則として、グロース市場の時価総額基準における改善期間に該当していたものとして取り扱う。
東京証券取引所は2023年1月25日、経過処置を2025年3月を以って終了する（経過措置の終了時期は決算期によって異なる）案を発表し、2025年3月1日以降に到来する上場維持基準
の判定に関する基準日から本来の上場維持基準を適用する。
東京証券取引所上場会社は2025年3月1日以降、上場維持基準を満たさなかった場合1年間の改善期間に入り、改善されなかった場合は原則6か月間監理銘柄・整理銘柄に指定された後に上場廃止となる。但し、2023年3月31日時点において、2026年3月以後最初に到来する基準日を超える期限の計画を開示している上場企業については、明確な期限の定めがない中で策定された計画であることや、計画に基づき着実に進捗している上場企業もあることを踏まえ、計画期限における適合状況を確認するまで監理銘柄指定を継続する。経過処置を受けているプライム市場上場企業（2022年4月3日時点で東証一部に上場していた企業のみ、同年4月4日以降にプライム市場に新規上場した企業並びにプライム市場へ市場変更した上場企業は対象外）は、2023年4月1日から9月29日までは諸手続不要でスタンダード市場へ移行可能とし、当該期間中にスタンダード市場への移行申請を行ったプライム上場企業は同年10月20日にスタンダード市場へ市場変更となる。但し、プライム市場上場企業が諸手続不要でスタンダード市場へ移行する際、スタンダード市場の上場維持基準に適合していない場合や、再選択に基づくスタンダード市場への変更後に上場維持基準に抵触した場合は、当該基準に適合するための適合計画を開示した場合に限り、経過措置の終了時期まで緩和した上場維持基準を適用する。
東京証券取引所上場会社における経過措置は以下の通りである。
| 移行日の前日における市場区分  | 移行日における市場区分        |
| ----------------------------- | ----------------------------- |
| 市場第一部                    | プライム市場 スタンダード市場 |
| 市場第二部 JASDAQスタンダード | スタンダード市場              |
| マザーズ JASDAQグロース       | グロース市場                  |

| 上場維持基準     | プライム                | スタンダード            | グロース                                                                                              | 改善期間                        |
| ---------------- | ----------------------- | ----------------------- | --- | ------------------------------- |
| 株主数           | 800人以上               | 150人以上               | 150人以上                                                                                             | 1年                             |
| 流通株式数       | 10,000単位以上          | 500単位以上             | 500単位以上                                                                                           | 1年                             |
| 時価総額         | -                       | -                       | 上場から10年経過後 5億円以上 （旧：マザーズ・旧：JASDAQに 上場していた企業は 新規上場した日から起算） | 1年                             |
| 流通株式時価総額 | 10億円以上              | 2億5000万円以上         | 2億5000万円以上                                                                                       | 1年                             |
| 売買高           | 月平均売買高 40単位以上 | 月平均売買高 10単位以上 | 月平均売買高 10単位以上                                                                               | 6か月                           |
| 流通株式比率     | 5%以上                  | 5%以上                  | 5%以上                                                                                                | なし （抵触した時点で上場廃止） |
| 純資産の額       | 純資産が正              | 純資産が正              | 上場から4年経過後 純資産が正 （旧：マザーズ・旧：JASDAQに 上場していた企業は 新規上場した日から起算） | 1年                             |

移行日の前日における名古屋証券取引所上場会社の内、プレミア市場並びにメイン市場上場会社も同様に当分の間緩和した上場維持基準（経過措置）を適用する。但し、市場名変更後にメイン市場からプレミア市場へ市場変更を行ったり、2022年4月4日以降に特設注意市場銘柄に指定された場合は経過措置の対象外となる。ネクスト市場には経過処置自体がない。
名古屋証券取引所上場会社における経過措置は以下の通りである。
| 市場名変更前日における市場区分 | 市場名変更後における市場区分 |
| ------------------------------ | ---------------------------- |
| 市場第一部                     | プレミア市場                 |
| 市場第二部                     | メイン市場                   |

| 上場維持基準     | プレミア                    | メイン                    | 改善期間                        |
| ---------------- | --------------------------- | ------------------------- | ------------------------------- |
| 株主数           | 800人以上                   | 150人以上                 | 1年                             |
| 流通株式数       | 10,000単位以上              | 1,000単位以上             | 1年                             |
| 時価総額         | 20億円以上                  | 5億円以上                 | 1年                             |
| 売買高・値付率   | 月平均売買高40単位以上      | 月平均売買高3単位以上     | 6か月                           |
| 流通株式比率     | 5%以上                      | 5%以上                    | なし （抵触した時点で上場廃止） |
| 個人株主所有割合 | 5%以上又は株主数2,000人以上 | 5%以上又は株主数300人以上 | 1年                             |
| 純資産の額       | 純資産が正                  | 純資産が正                | 原則1年                         |

### 宣誓書違反による再審査
東京証券取引所と名古屋証券取引所では、2020年2月7日に実施された有価証券上場規程改正で、同日以降に1部指定並びに市場変更を実施した上場企業において申請書類に重大な虚偽記載を記載し、特設注意市場銘柄の指定もしくは改善報告書の微求を受けた場合は同時に、指定替え・市場変更等の特例により、他の市場への市場変更並びに申請前の市場への指定替えがそれぞれ行われていたが（対象となった上場企業は、いずれも東証一部からマザーズへ再度市場変更されたハイアス・アンド・カンパニーとEduLabの2社）、新市場区分への移行に伴い、2022年4月4日からは指定替え・市場変更等の特例は廃止された。宣誓書違反による再審査は、東京証券取引所新市場への移行並びに名古屋証券取引所の市場名変更に伴い、指定替え・市場変更等の特例の代替として設立された制度。
上場会社が新規上場や市場変更を行う際、東京証券取引所や名古屋証券取引所に提出する書類に関して必要事項を漏れなく記載し、記載した内容がすべて真実である旨の宣言書を提出したにもかかわらず、虚偽記載を行うなど宣誓書において宣誓した事項に違反し、新規上場基準等に適合していなかったと東京証券取引所が認める場合は、
1年以内に新規上場審査に準じた上場適格性の審査を受けなければならない。宣誓書において宣誓した事項に違反した上場企業は、1年間の上場廃止基準に係る猶予期間に入ると同時に、上場契約違約金も徴求される。
宣誓書違反による再審査を受けることになる上場会社は、上場廃止基準に係る猶予期間中において東京証券取引所に再審査の申請を行わなければならない。新規上場基準に準じた基準に適合すると認められた場合は上場が維持されるが、上場廃止基準に係る猶予期間終了日時点において審査が継続されている場合は、監理銘柄（審査中）に指定され、新規上場基準に準じた基準に適合すると認められた場合は上場が維持される。また、上場廃止基準に係る猶予期間中に市場変更を行った場合は猶予期間が解除される。
上場廃止基準に係る猶予期間中に再審査の申請を行わなかった場合や、審査において新規上場基準に準じた基準に適合すると認められなかった場合は上場廃止となる。

### TOKYO PRO Marketにおける上場廃止
- TOKYO PRO Marketにおける上場廃止は以下の通りである。
  - 上場企業自ら上場廃止申請を提出する
  - 他の証券取引所（東京証券取引所一般市場・名古屋証券取引所・札幌証券取引所・福岡証券取引所）への新規上場が承認された場合（新規上場承認と同時に上場廃止申請を提出する）
  - 担当J-Adviserを確保できない場合

### 上場廃止が行われる場合
通常、上場廃止の恐れがある銘柄の株式は監理銘柄に、上場廃止が決定した銘柄の株式は整理銘柄に指定の上で取引されることになる。なお、株式公開買付け（TOB）ではなく、同一市場の上場会社同士の株式交換による完全子会社化・合併が行われる場合は、監理・整理銘柄指定は行われず即時処理される。

#### 監理銘柄
従来の「監理ポスト」で取り引きされていた銘柄を、東京証券取引所のIT化により改称したもの。ある株式が上場廃止基準に抵触する恐れがある場合、その事実を利用者（投資家）に周知させるため、この区分に指定された上で一般の株式と同じ売買を行う。この適用期間は取引所が必要と認めた期日から取引所が株式の上場廃止基準に該当するか認定した日までである。
実際には「監理銘柄（審査中）」「監理銘柄（確認中）」の二通りに分けて指定される。監理銘柄（審査中）とされるのは、有価証券報告書等に虚偽を用いたなど犯罪性や社会的影響が想定され、上場資格の審査を行う場合である。監理銘柄（確認中）はそれ以外、単純な上場基準への数値抵触や法定義務過怠があり、その復帰や実行の経過を確認する場合である。
また、監理銘柄指定を受けた場合に必ず上場廃止になるものではないことに注意を要する。基準抵触の恐れがある事項が解消に至れば監理銘柄指定は解除される。
主な事例（※すでに上場廃止もしくは会社が消滅しているものを除く）
- 上場銘柄が上場廃止基準に該当する場合（完全子会社化など）や、上場廃止申請を行った場合
- 特設注意市場銘柄において、1回目に提出した内部管理体制確認書の審査内容により指定継続となり、指定から1年6か月を経過した場合
- 日本テレビ放送網（日テレ） - 放送法のうち株保有に関する問題
- オリンパス - 1990年代における財テク失敗を「飛ばし」の手法で粉飾決算した問題（オリンパス事件）
- 大王製紙 - 創業家（井川家）出身の元会長による特別背任罪（大王製紙事件）

#### 整理銘柄
従来の「整理ポスト」で取り引きされていた銘柄を、東京証券取引所のIT化に伴い改称したもの。ある株式の上場廃止が決まった場合、その旨を利用者（投資家）に周知させるため、この区分に指定された上で売買を行う。原則として上場廃止当該日まではここで取引がなされ、通常の株式の売買はできるが、信用取引を新しく行うことはできない。
ただし東京証券取引所による上場廃止の決定を受けた銘柄の信用取引に関しては、他の証券取引所に重複上場している銘柄で、かつ他の証券取引所では上場廃止基準に該当しない場合や、TOKYO PRO Marketから他の市場へ市場変更する場合は、東京証券取引所による上場廃止決定後も継続して行うことができる。
かつては整理ポスト指定から原則として3か月後に上場廃止となっていた。東京証券取引所では2002年10月からは破産・解散・株式の譲渡制限・完全子会社化を除き1か月に短縮され、2023年4月からは上場維持基準に適合しなかった場合のみ改善期間の末日から6か月間に延長された。
東京証券取引所における整理銘柄に指定される期間は以下の通りである。
- 破産・解散・株式の譲渡制限・完全子会社化 - 2週間
- 銀行取引の停止・民事再生手続又は会社更生手続・事業活動の停止・不適当な合併等・有価証券報告書又は半期報告書の提出遅延・虚偽記載または監査法人による不適正意見（監査意見の不表明）等・上場契約違反等・内部管理体制が改善されない等・株式事務代行機関への委託契約解除・指定保管振替機関における取扱いに係る同意の撤回・株主の権利の不当な制限・反社会的勢力の関与・全部取得・株式の併合・その他（公益・投資者保護） - 1か月
- 上場維持基準不適合（株主数・流通株式数・時価総額・流通株式時価総額・売買高・流通株式比率・純資産の額） - 改善期間の末日から6か月

### 上場廃止日
東京証券取引所における上場廃止日は以下の通りである。
- 解散・株式の譲渡制限・完全子会社化 - 整理銘柄指定から2週間後（上場廃止日は営業日のみ）
- 全部取得・株式の併合 - 整理銘柄指定から1か月後（上場廃止日は営業日のみ）
- 破産 - 整理銘柄指定から2週間後（上場廃止日は休業日も含む）
- 上記以外による上場廃止 - 整理銘柄指定から1か月後（上場廃止日は休業日も含む）

## 特別注意銘柄
旧名称は特設注意市場銘柄。初めに東京証券取引所にて2007年11月に設立された制度。カネボウ事件をきっかけに、リスクを含意する「灰色銘柄」を区別することで、SOX法に見られる一連の投資家保護の流れを汲み、また落ち度のある企業側にも、上場廃止未満の猶予を与えることを目的とする。上場会社が上場廃止基準に抵触する恐れがあり、審査の結果上場廃止までに至らないが、内部管理体制に改善の必要性が高いと判断した場合、この上場会社の銘柄を特別注意銘柄に指定することができる。
東京証券取引所が2013年8月9日に、名古屋証券取引所が同年9月13日にそれぞれ実施した有価証券上場規程改正後に指定された企業が、体制整備すら未了のまま1年経過後の審査を迎えたり、指定継続の決定を受ける企業や、指定解除審査において、内部管理体制等の改善が認められるものの、事業の継続性や収益性等の問題（例：指定解除直後から連続して経常損失となっていたり、指定解除後も継続企業の前提の注記が解消されないなど）により、今後において整備された内部管理体制等が維持され、適切に運用されるかどうかについて継続的な確認する必要な事例がある事から、東京証券取引所では2024年1月15日に、札幌証券取引所と福岡証券取引所では同年3月8日に、名古屋証券取引所では同年4月26日にそれぞれ有価証券上場規程等の一部改正を実施し、同日から特別注意銘柄に名称が変更された。
各証券取引所における設立日と規程改正日は以下の通りである。
| 証券取引所       | 設立日 （改善期間3年） | 1回目の規程改正日 （改善期間1年、 改善されていないものの 今後の改善が見込まれる場合のみ 改善期間が6ヶ月延長） | 2回目の規程改正日 （改善期間1年、 東証・札証・福証は 事業の継続性・収益性が確保されていると 認められない場合は 経過観察期間入り） |
| ---------------- | ---------------------- | --- | --- |
| 東京証券取引所   | 2007年11月1日          | 2013年8月9日                                                                                                  | 2024年1月15日 |
| 札幌証券取引所   | 2008年4月1日           | 2013年9月13日                                                                                                 | 2024年3月8日 |
| 名古屋証券取引所 | 2009年11月9日          | 2013年9月13日                                                                                                 | 2024年4月26日 |
| 福岡証券取引所   | 2008年4月1日           | 2013年9月13日                                                                                                 | 2024年3月8日 |

指定の決定には以下の基準がある。以下の基準は2024年4月1日以降に指定が決定される場合の基準である。
- 上場会社が以下に掲げる上場廃止基準に該当するおそれがあると証券取引所が認めた後、当該する上場廃止基準に該当しないと証券取引所が認めた場合
  - 支配株主との取引の健全性の毀損
  - 上場契約違反等
  - 反社会的勢力の関与
  - 公益・投資者保護
- 上場会社が以下に掲げる事項に該当する場合
  - 上場会社が有価証券報告書等に虚偽記載を行った場合
  - 上場会社の財務諸表等に添付される監査報告書等において、公認会計士等によって「不適正意見」又は「意見の表明をしない」旨が記載された場合（「意見の表明をしない」旨が記載された場合であって、当該記載が天災地変等、上場会社の責めに帰すべからざる事由によるものであるときを除く）
  - 四半期累計期間（第2四半期を除く）に係る四半期財務諸表等に期中レビュー報告書が添付される場合であって、当該期中レビュー報告書に「否定的結論」又は「結論を表明しない」旨が記載された場合
  - 上場会社が適時開示に係る規定に違反したと証券取引所が認めた場合
  - 上場会社が企業行動規範の「遵守すべき事項」に係る規定に違反したと証券取引所が認めた場合
  - 上場会社が適時開示・企業行動規範に係る改善報告書を提出した場合において、改善措置の実施状況及び運用状況に改善が認められないと証券取引所が認めた場合
- 名古屋証券取引所上場企業において、上場会社の指定解除から3事業年度（指定解除日から当該事業年度の末日までの期間が3か月に満たない場合は当該事業年度の翌事業年度から3事業年度）が経過する日までに内部管理体制の改善が再度必要と認めた場合[26][27]

指定の決定は、東証上場企業の場合は日本取引所自主規制法人が、名証上場企業の場合は名古屋証券取引所自主規制グループがそれぞれ審査を行った上で決定される。監理銘柄（審査中）に指定されている上場企業が指定される場合は、監理銘柄（審査中）を解除の上で指定される。過去に指定を受け、かつ指定解除された上場会社が指定基準に再度該当した場合は再度指定される。
指定された上場会社は、通常の取引銘柄と区別されて売買取引が行われる。上場契約違約金も同時に徴求される（重複上場の場合は各証券取引所から個別に徴求される）。
東京証券取引所の場合における上場契約違約金の計算方法は、2020年2月7日以降は上場時価総額について、上場契約違約金の徴求の対象となる規則違反に関する事項について上場会社が情報開示を最初に行った日の前日の最終価格と直前の月末の上場内国株券等の数を用いて計算する（東京証券取引所の場合は、2022年4月2日までのJASDAQ上場企業は上場時価総額により2000万円もしくは2400万円。以前は各市場で一律1000万円）。2022年4月4日以降における東京証券取引所における上場契約違約金は、プライムは旧：一部、スタンダードは旧：二部、グロースは旧：マザーズをそれぞれ継承する。但し、指定以前に改善報告書の微求により上場契約違約金の徴求を受けた上場会社や、上場会社の財務諸表等に添付される監査報告書等において意見不表明等が記載されたために指定された上場会社は、特設注意市場銘柄の指定に伴う上場契約違約金は徴求されない。但し、2022年4月3日時点でJASDAQに上場していた企業で、指定の原因となった行為が2022年4月3日以前に行われていた場合は、同年4月4日施行の「コーポレートガバナンス・コードの一部改訂に係る有価証券上場規程等の一部改正について」（有価証券上場規程施行規則令和4年4月4日改正付則第4項の規定）により、従来の上場契約違約金ではなく、旧：JASDAQ上場当時の上場契約違約金が微求される。名古屋証券取引所の場合は年間上場料の20倍となる。
上場契約違約金の支払期限は、特別注意銘柄に指定された当日から翌月末日までとなっている。上場契約違約金を期日までに支払なかった場合は、完済の日まで、100円に付き1日4銭の延滞損害金が請求される。
東京証券取引所上場銘柄において、特別注意銘柄に指定されたと同時に徴求される上場契約違約金は下表の通りである。
2022年4月3日時点で一部・二部・マザーズに上場していた企業、2022年4月4日以降に新規上場した企業、2022年4月3日時点でJASDAQに上場していた企業において、指定の原因となった行為が2022年4月4日以降に行われていた場合
| 上場時価総額               | プライム | スタンダード | グロース |
| -------------------------- | -------- | ------------ | -------- |
| 50億円以下                 | 1920万円 | 1440万円     | 960万円  |
| 50億円を超え250億円以下    | 3360万円 | 2880万円     | 2400万円 |
| 250億円を超え500億円以下   | 4800万円 | 4320万円     | 3840万円 |
| 500億円を超え2500億円以下  | 6240万円 | 5760万円     | 5280万円 |
| 2500億円を超え5000億円以下 | 7680万円 | 7200万円     | 6720万円 |
| 5000億円を超えるもの       | 9120万円 | 8640万円     | 8160万円 |

2022年4月3日時点でJASDAQに上場していた企業において、指定の原因となった行為がJASDAQ上場当時に行われていた場合
| 上場時価総額         | 2022年4月3日時点で JASDAQに上場していた東京証券取引所上場企業 （「有価証券上場規程施行規則 令和4年4月4日改正付則第4項の規定」に該当する場合のみ） |
| -------------------- | --- |
| 1000億円以下         | 2000万円 |
| 1000億円を超えるもの | 2400万円 |

指定された上場企業は、上場契約違約金の微求の他にも以下のペナルティが課される。
- 上場維持基準を2022年4月4日以降に新規上場した企業と同じ基準を適用（2022年4月4日時点で指定を受けている東証上場企業、同日以降に指定された東証上場企業、名証プレミア上場企業、名証メイン上場企業のみ）[6]
  - 指定以前に経過処置における「上場維持基準の適合に向けた計画書」を提出した企業は、指定されたと同時に経過処置における「上場維持基準の適合に向けた計画書」は無効となる。
  - 上場維持基準（2022年4月4日以降に新規上場した企業と同じ基準）に抵触した場合、上場維持基準に適合するための取組み及びその実施時期を記載した計画を事業年度末日から3か月以内に開示しなければならない。指定された日の前事業年度において上場維持基準に抵触しなかったものの、かつ前事業年度末から3か月以内に特設注意市場銘柄に指定されたために前事業年度において上場維持基準に抵触した場合は、上場維持基準に適合するための取組み及びその実施時期を記載した計画を事業年度末日から3か月以内に開示しなければならない。
  - 上場維持基準に抵触した場合における改善期間は指定された日に属する事業年度の翌事業年度（例：12月期決算の東証グロース上場企業が2022年6月16日に指定され、2022年12月31日時点において流通株式時価総額が上場維持基準に抵触した場合は改善期間は2023年12月31日までとなる。12月期決算の東証グロース上場企業が2023年1月28日に指定され、2022年12月31日時点において時価総額が上場維持基準に抵触した場合は改善期間は2024年12月31日までとなる）までとなる他、指定された事業年度の翌事業年度において上場維持基準に不適合となった場合は上場廃止となる。
  - 2024年1月15日以降に東京証券取引所から指定された企業において、1回目の審査期間中に上場維持基準における改善期間内にあるときは、1年以内に内部管理体制等が適切に整備・運用されていると認められる場合でも経過観察期間に入りと同時に指定継続となる。経過観察期間において上場維持基準における改善期間にある場合も同様となる。
  - 2022年4月4日時点で特設注意市場銘柄の指定を受けている上場企業や同日以降に指定された上場企業が指定が解除された場合でも、上場維持基準は2022年4月4日以降に新規上場した企業と同じ基準を継続して適用する。
- 指定期間中において市場変更を行う事は、上場維持基準抵触により名証プレミア→名証メインへ市場変更される場合を除き事実上不可
  - 東京証券取引所と名古屋証券取引所では2020年2月7日以降、特別注意銘柄（2024年1月14日までは特設注意市場銘柄）の指定を受け、かつ指定解除された上場企業が市場変更を行う場合は、通常の新規上場申請手続及び新規上場審査と同様の変更申請の他にも、実効性確保措置に関連して策定された改善措置が適切に履行されているかの審査も実施される（当該審査は市場変更申請当日から最近5年間に特別注意銘柄（2024年1月14日までは特設注意市場銘柄）の指定を受けていた上場企業が対象。例：2017年10月12日に指定解除された企業が市場変更を行う場合、2020年2月7日から2022年10月11日までの間に市場変更申請を行う場合は当該審査を受けなければならない）[15][36]。また、市場変更に関わる審査も、市場変更申請から3か月以上を要する[37]。2015年2月7日以降に指定された企業が市場変更や他の証券取引所との重複上場を行ったのは東芝とユー・エム・シー・エレクトロニクスの2社しかない。
  - 東京証券取引所では、2024年1月15日以降に特別注意銘柄の指定を受け、指定から1年以内に内部管理体制等が適切に整備・運用されていると認められるものの、事業の継続性・収益性が確保されていなかったり、上場維持基準に抵触したために指定継続並びに経過処置期間の指定の決定を受けた企業が市場変更申請（プライム→スタンダード、スタンダード→グロース）を行う場合は、市場変更審査において新規上場基準に適合した場合、内部管理体制等を適切に整備・運用されており、事業の継続性・収益性が確保されていることが認められるものとして市場変更日に指定が解除される[21]。但し、1回目に提出した内部管理体制確認書の審査や経過処置期間による審査により指定解除された企業が指定解除後に市場変更を行う場合は、2024年1月14日以前に指定された企業と同様に、実効性確保措置に関連して策定された改善措置が適切に履行されているかの審査を受けなければならない。
- 株価指数の除外、株価指数の不選定
  - 東証株価指数構成銘柄、JPX日経インデックス400銘柄、JPX日経中小型株指数銘柄、JPXプライム150指数、東証スタンダード市場TOP20銘柄、東証グロース市場Core指数銘柄が指定された場合、指定から4営業日後に各指数から除外[38][39]
  - 東証マザーズ指数銘柄が2022年4月4日時点で指定されている場合、2022年4月最終営業日に東証マザーズ指数から除外。東証グロース市場250指数銘柄（2023年11月5日までは東証マザーズ指数。2023年4月27日までは東証グロース市場に上場している全銘柄が対象、同年4月28日以降は東証グロース市場に上場している銘柄の内、時価総額上位250銘柄が対象）が2022年4月4日以降に指定された場合、指定から4営業日後に東証グロース市場250指数から除外[40]
  - 特別注意銘柄に指定されている企業が構成可能である株式指数は、東証プライム市場指数・東証スタンダード市場指数・東証グロース市場指数のみであり、他の株式指数においては、定期入替の際の選定対象からは除外される。
    - 特設注意市場銘柄に指定されたために2022年4月4日以降に東証株価指数銘柄から除外され、かつ指定解除された東証プライム上場企業は、東証株価指数の再追加を受ける事は出来ない。
- 改善状況報告書の提出
  - 東京証券取引所では2024年1月15日以降（2024年1月14日時点で指定されている上場企業も含む）に、名古屋証券取引所では2024年4月26日以降（2024年4月25日時点で指定されている上場企業も含む）に指定解除された企業は、指定解除されてからの5年間、内部管理体制等の整備・運用状況を記載した改善状況報告書の提出を求められた場合は、当該項目を記載した改善状況報告書の提出をしなければならない[18][20]。

また、内部管理体制の改善計画や改善計画の進捗状況を開示しなければならない。改善報告書の微求を受けた上場会社で、内部管理体制の改善計画の開示から6か月後に速やかに改善計画の進捗状況を開示した場合には、改善状況報告書を提出したものとみなされる。さらに、指定から1年後に1回目となる内部管理体制の状況等について記載した「内部管理体制確認書」の提出を行わなければならない。内部管理体制等が適切に整備されている場合であっても、適切に運用されていると認められない場合（適切に運用される見込みがある場合に限る）によって指定継続となった場合や1年以内に内部管理体制等が適切に整備・運用されている場合であっても、事業の継続性・収益性が確保されていると認められない場合や上場維持基準不適合により経過観察期間入り（指定継続）となった企業は、指定の継続を決定した日の属する事業年度（当該指定の継続を決定した日から当該事業年度の末日までの期間が3か月に満たない場合は当該事業年度の翌事業年度）の末日から起算して3か月以内に「内部管理体制確認書」を再提出しなければならない。内部管理体制確認書」の作成は、1回目・2回目とも「新規上場申請のための有価証券報告書（IIの部）記載要領」に準じて作成する。
内部管理体制確認書では、以下の様に読み替えられる。
- 「上場申請」（新規上場申請のための有価証券報告書（IIの部））→「確認書提出」（内部管理体制確認書）
- 「新規上場申請者」「既上場会社」「申請会社」（新規上場申請のための有価証券報告書（IIの部））→「確認書の提出会社」「指定会社」（内部管理体制確認書）
- 「新規上場申請のための有価証券報告書（Iの部）」（新規上場申請のための有価証券報告書（IIの部））→「有価証券報告書」（内部管理体制確認書）
- 「新規上場申請のための有価証券報告書（IIの部）」（新規上場申請のための有価証券報告書（IIの部））→「確認書」（内部管理体制確認書）

内部管理体制確認書では、新規上場申請のための有価証券報告書（IIの部）の記載事項の他にも、以下の事項も記入しなければならない。提出に際しても、確認書本体及び別冊（確認書提出後に記載内容に変更又は追加すべき事項が生じた場合に、記載内容を変更又は追加したもの）は、表紙に代表者の記名押印がなされた原本で提出しなければならない。添付資料は電磁的記録で提出するが、提出書類一覧（提出する添付資料を記載したうえで代表者による記名押印をしたもの）の原本も同時に提出しなければならない。「内部管理体制確認書」の虚偽記載や記入漏れが発覚した場合は、有価証券報告書の虚偽記載と同等に扱われる。
- 特設注意市場銘柄指定となった経緯等について
  - 上記の項目は、事案概要（不正・誤謬等の概要）・原因・改善措置・改善措置の実施状況を記載する。改善措置の実施状況に関しては、確認書提出後に上場管理部の実査等により詳細に確認することになる。この際、記載内容と実態に乖離がみられた場合（当該改善措置を適切に実施していると記載していたにもかかわらず、実際には実施されていなかった場合）は、その後の審査において厳しく勘案する場合がある。
- 確認書提出日から溯る5年間における公開買付等の状況
- 確認書提出日から溯る3年間におけるトラブルやクレーム等の状況
  - 上記の項目は、指定された上場企業がリコールや製品回収等を行った場合はその内容や件数も記入しなければならない。指定された上場企業が大規模なリコール・製品回収・無償交換等を行った場合、その概要、リコールや製品回収後の顛末、再発防止策も記入しなければならない。
- 確認書提出日から溯る3年間における組織変更
- 確認書提出日から溯る1年間の管理部門における出向状況
- 適時開示体制の整備に向けた取組み
- 決算発表予定日及び決算発表日並びに決算発表早期化への取組みの内容（決算には四半期、中間決算も含む)
  - 上記の項目は、確認書提出日から溯る3年間の決算発表予定日及び決算発表日を記載する。決算発表予定日から遅延して決算を発表した場合は、その理由も記入しなければならない。
- 確認書提出日から溯る5年間に適時開示上において受けた措置
  - 上記の項目は、確認書提出日から溯る5年間において適時開示規則に基づく開示等（四半期開示を含む）の訂正（開示遅延及び開示失念を含む）を行った場合、当該不適正開示について、開示日、訂正開示日、訂正内容、訂正発見の経緯及び再発防止策を記載する。
- 適時開示体制を対象としたモニタリングの整備
- 確認書提出日から溯る2年間における役員及び役員に準ずる者の指定会社株式の売買の状況
  - 上記の項目は、確認書提出日から溯る2年間における役員及び役員に準ずる者による指定された上場企業株式の売買の状況(売買日、売買の別、株数、価格、指定された上場企業における売買に当たっての実際の手続きの内容)について記載する。
- 確認書提出日から溯る5年間に指定会社株式の売買において受けた課徴金納付命令や注意喚起
  - 上記の項目は、確認書提出日から溯る5年間において、指定された上場企業株式の売買（指定された上場企業による自己株式の買付を含む）において金融庁より受けた課徴金納付命令や金融商品取引所より受けた注意喚起の内容（時期、指導や指摘の内容）、当該状況に至った原因及び再発防止策について記載する。
- 確認書提出日から溯る3年間における法令違反等の状況
  - 上記の項目は、確認書提出日から溯る3年間における行政指導・処分等（国税局、税務署及び労働基準監督署からのものも含む）、法令違反及び不祥事等（情報漏洩を含む）の内容について、また、その後のこれら法令違反に対する対応等を記載する。
- 確認書提出日から溯る3年間の役員及び役員に準ずる者
  - 上記の項目は、確認書提出日から溯る3年間（代表取締役については5年間）の役員及び役員に準ずる者の氏名及び経歴(生年月日、最終学歴、指定された上場企業入社前の全職歴、指定された上場企業における主な職歴及び担当業務、確認書提出日から溯る10年間の賞罰等)を記載する。他の企業や団体等から移籍している場合には具体的な移籍の経緯・理由について、他の企業・団体等の役職員等を兼職している(子会社及び関連会社との兼職は除く)場合には兼職先名、兼職先での業務内容(兼職先で役員に就任している場合には常勤・非常勤の別など具体的な兼職の内容、指定された上場企業における常勤役員については、兼職の経緯･理由)について、退任している場合には退任年月、退任の経緯・理由についても記載する。
- 確認書提出日から溯る2年間の取締役会の開催状況、取締役会の運営実務
- 大株主の最近3年間における所有株式数及び持株比率の推移
  - 上記の項目は、提出日における大株主(上位15名程度)の最近3年間における所有株式数(他人名義のものを含む)及び持株比率の推移を、IIの部記載要領」の表の形式で記載する。なお、重要な変動があればその理由(記載可能な場合に限る)を注記する。
- 確認書提出日から溯る3年間の国税庁及び税務署からの調査について
  - 上記の項目は、確認書提出日から溯る3年間における企業集団の国税局及び税務署からの調査の状況について、調査の有無、調査時期、調査内容、法令違反、行政指導等の状況及びその後の対応等を記載する。
- 継続企業の前提に関する注記について
  - 上記の項目は、直近の事業年度末において継続企業の前提に重要な疑義が生じている場合は、当該疑義を解消するための事業計画（資金計画も含む）及びその進捗状況について記載する。
- 減損損失の計上方法及び管理方法
- 最近5年間に計上した減損損失
- 引当金の計上方法及び管理方法
- 最近5年間に計上した引当金
- 製造原価について

2013年8月9日に実施された有価証券上場規程改正前は、2回まで「内部管理体制確認書」の再提出が可能であった（改善期間3年。例：6月1日に指定を受けた上場会社で、かつ指定が継続された場合は毎年6月1日に「内部管理体制確認書」の再提出を行わなければならない）、1回目並びに2回目に提出した「内部管理体制確認書」の審査でも上場廃止とはならなかった。
2013年8月9日に実施された有価証券上場規程改正後は1回しか再提出が認められず（改善期間1年。改善されていないものの、今後の改善が見込まれる場合のみ改善期間が6ヶ月延長される）、1回目の「内部管理体制確認書」提出日の6か月後の当日に再提出を行わなければならない（例：6月1日に最初の「内部管理体制確認書」を提出し、かつ指定が継続された場合は12月1日に「内部管理体制確認書」の再提出を行わなければならない）。改正後は、前述の通り1回目に提出した「内部管理体制確認書」による審査結果によっては上場廃止となる。「内部管理体制確認書」による審査結果は、1回目の提出時が1ヶ月〜6ヶ月、再提出時が1ヶ月〜7ヶ月と異なる（後述）。指定から1年後の当日や指定継続から6か月後の当日が休業日であった場合、「内部管理体制確認書」の提出日は最初の営業日となる。一方で、1回目の内部管理体制確認書提出前に「指定中に、上場会社の内部管理体制等について改善の見込みがなくなったと取引所が認める場合」に該当したために、1回目の内部管理体制確認書提出を迎えることなく上場廃止となった企業もある（後述）。
また、指定期間中に上場維持基準に抵触（東証旧市場並びに名証旧市場名称では債務超過などの上場廃止基準に該当）する場合もある他、指定期間中や指定解除後も、他の事由（経営破綻、株式公開買付け、公益・投資者保護、有価証券報告書提出遅延など）により上場廃止となった企業もある。
「内部管理体制確認書」の審査結果によって上場廃止となった場合や、指定期間中に「内部管理体制確認書」の審査結果以外の事由（上場維持基準不適合、経営破綻、株式公開買付け、公益・投資者保護、有価証券報告書提出遅延など）により上場廃止となったは場合は、整理銘柄への指定と同時に特設注意市場銘柄の指定は取り消される。「内部管理体制確認書」の審査結果による指定解除や上場廃止は、特設注意市場銘柄の指定と同様、東証上場企業の場合は日本取引所自主規制法人による審査結果によって、名証上場企業の場合は名古屋証券取引所自主規制グループによる審査結果によって決定される。
2020年11月1日以降に新規上場申請を行った企業において、新規申請書類や上場審査の書類に重大な虚偽記載を記載した場合が発覚した場合は、1年以内に宣誓書違反による再審査を受け、上場維持か上場廃止の最終判断が下されることになるため、特設注意市場銘柄の指定対象外となる。
東京証券取引所では、2024年1月15日に実施された有価証券上場規程改正後は、1年以内に内部管理体制等が適切に整備されている場合であっても、適切に運用されていると認められない場合は改正前と同様に1回しか再提出が認められず（改善期間1年）、1年以内に内部管理体制等が適切に整備されていると認めるものの、適切に運用されていると認められない場合（適切に運用される見込みがある場合に限る）や1年以内に内部管理体制等が適切に整備・運用されている場合であっても、事業の継続性・収益性が確保されていると認められない場合や上場維持基準不適合により経過観察期間入り（指定継続）により指定継続となった企業は、指定継続を決定した日の属する事業年度（当該指定の継続を決定した日から当該事業年度の末日までの期間が3か月に満たない場合は当該事業年度の翌事業年度）の末日から起算して3か月以内に内部管理体制確認書を再提出しなければならない（例：2025年11月1日に指定継続決定となった企業の決算日が3月31日の場合、2026年3月31日から6月30日の間に「内部管理体制確認書」の再提出を行わなければならない。2026年5月1日に指定継続決定となった企業の決算日が6月30日の場合、2027年6月30日から9月30日の間に「内部管理体制確認書」の再提出を行わなければならない）。1回目の内部管理体制確認書の審査により経過観察期間入り（指定継続）した企業は、経過観察期間による審査で指定継続となった場合は、指定継続の度に内部管理体制確認書を再提出しなければならない。「内部管理体制確認書」による審査結果は有価証券報告書などの財務諸表による審査も加味されるため、1回目が指定から1年後に到来する日の属する事業年度の末日以降3カ月以上、再提出時が再提出直後から3か月以上と異なる。指定から1年後の当日が休業日であった場合、「内部管理体制確認書」の提出日は最初の営業日となる。
2024年1月14日まで東京証券取引所から、同年4月25日までに名古屋証券取引所から特設注意市場銘柄に指定された上場会社は、内部管理体制に問題がないと認められた場合はこの銘柄の指定が解除され、通常の取引銘柄に復帰できるが、問題がある場合は指定継続もしくは上場廃止となり、指定継続となった前述の通り指定から1年6ヶ月後に2回目となる「内部管理体制確認書」を再提出しなければならない。指定継続となった上場企業は、再提出した「内部管理体制確認書」の審査結果により、指定解除（上場維持）か上場廃止の最終判断が下される。
2024年1月15日以降に東京証券取引所から、同年3月8日以降に札幌証券取引所と福岡証券取引所から特別注意銘柄の指定を受けた上場会社は、1年以内に内部管理体制等が適切に整備され、運用されていると認める場合かつ、事業の継続性・収益性が確保されていると認められる場合、全ての上場維持基準に適合（東証のみ）や上場廃止基準に抵触しない（札証・福証のみ）場合は指定が解除され、通常の取引銘柄に復帰できるが、1年以内に内部管理体制等を適切に整備・運用されていないと認められる場合は上場廃止となる。1年以内に内部管理体制等が適切に整備されている場合であっても、適切に運用されていると認められない場合（適切に運用される見込みがある場合に限る）、1年以内に内部管理体制等が適切に整備・運用されている場合であっても、事業の継続性・収益性が確保されていると認められない場合上場維持基準不適合（東証のみ）や上場廃止基準に抵触（札証・福証のみ）の場合は指定継続となる。1年以内に内部管理体制等が適切に整備されていると認めるものの、適切に運用されていると認められない場合（適切に運用される見込みがある場合に限る）や1年以内に内部管理体制等が適切に整備・運用されている場合であっても、事業の継続性・収益性が確保されていると認められない場合や上場維持基準不適合により経過観察期間入り（指定継続）により指定継続となった上場企業は、指定継続を決定した日の属する事業年度（当該指定の継続を決定した日から当該事業年度の末日までの期間が3か月に満たない場合は当該事業年度の翌事業年度）の末日から起算して3か月以内に内部管理体制確認書を再提出しなければならない。1回目に提出した内部管理体制確認書の審査結果によって内部管理体制等が適切に整備・運用されていると認める場合であっても、継続性・収益性が確保されていると認められない場合、上場維持基準不適合（東証のみ）や上場廃止基準に抵触（札証・福証のみ）した上場企業は指定継続となると同時に、後述の経過観察期間に入る。内部管理体制等が適切に整備されている場合であっても、適切に運用されていると認められない場合（適切に運用される見込みがある場合に限る）によって指定継続となった企業は、再提出した「内部管理体制確認書」によって審査が行われ、指定解除（上場維持）・指定継続（経過観察期間入り）・上場廃止の最終判断が下される。
2024年4月26日以降に名古屋証券取引所から特別注意銘柄の指定を受けた上場会社は、1年以内に内部管理体制等が適切に整備され、運用されていると認める場合は指定が解除され、通常の取引銘柄に復帰できるが、1年以内に内部管理体制等が適切に整備されている場合であっても、適切に運用されていると認められない場合は指定継続となる。1年以内に内部管理体制等が適切に整備されていると認めるものの、適切に運用されていると認められない場合（適切に運用される見込みがある場合に限る）により指定継続となった上場企業は、指定継続を決定した日の属する事業年度（当該指定の継続を決定した日から当該事業年度の末日までの期間が3か月に満たない場合は当該事業年度の翌事業年度）の末日から起算して3か月以内に内部管理体制確認書を再提出しなければならない。再提出した「内部管理体制確認書」によって審査が行われ、指定解除（上場維持）か上場廃止の最終判断が下される。2024年4月26日以降に指定解除された上場企業（2024年4月25日時点で指定されていた企業も含む）が指定解除から3事業年度（指定解除日から当該事業年度の末日までの期間が3か月に満たない場合は当該事業年度の翌事業年度から3事業年度）が経過するまでの間に、内部管理体制の改善が必要と認めた場合は再度指定される他、再度内部管理体制等が適切に整備・運用されていると認められない状態となった場合において、明らかに改善の見込みがないと認める場合は上場廃止となる。

### 経過処置期間
東京証券取引所から2024年1月15日以降に、札幌証券取引所と福岡証券取引所から2024年3月8日以降にそれぞれ特別注意市場に指定され、1年以内に内部管理体制等が適切に整備・運用されている場合であっても、事業の継続性・収益性が確保されていると認められない場合や上場維持基準不適合（東証のみ）、上場廃止基準に抵触（札証・福証のみ）した場合は指定継続となると同時に、3事業年度における経過処置期間に入る。2024年4月26日に有価証券上場規程改正を実施した名古屋証券取引所は経過処置期間を導入しない。
東京証券取引所では、2024年1月14日以前に指定された企業は、内部管理体制が改善されており、かつ事業の継続性・収益性が確保されていると認められない場合（例：指定から1年経過後において最近2年間の経常利益の総額が25億円未満の場合、指定から1年経過後に属する事業年度において経常利益が1億円未満の場合、継続企業の前提に関する事項が注記されている場合）や上場維持基準不適合（旧市場では上場廃止基準、例：指定期間中に債務超過となった場合）の場合でも指定解除となっていたが、2024年1月15日以降に指定された企業は、内部管理体制確認書の審査によって指定解除の基準内であっても、事業の継続性・収益性が確保されていると認められない場合（後述）や上場維持基準不適合のいずれかに該当した場合は指定継続となる。
札幌証券取引所と福岡証券取引所では、2024年3月7日以前に指定された企業は、内部管理体制が改善されており、かつ事業の継続性・収益性が確保されていると認められない場合や上場廃止基準に抵触した場合でも指定解除となっていたが、2024年3月8日以降に指定された企業は、内部管理体制確認書の審査によって指定解除の基準内であっても、事業の継続性・収益性が確保されていると認められない場合（後述）や上場廃止基準に抵触した場合のいずれかに該当した場合は指定継続となる。
経過処置期間の指定を受けた企業（以下対象会社）は、再提出した内部管理体制確認書、指定継続を決定した日の属する事業年度の末日から起算して3か月以内（当該指定の継続を決定した日から当該事業年度の末日までの期間が3か月に満たない場合は当該事業年度の翌事業年度。例：2025年11月1日に指定継続決定となった企業の決算日が3月31日の場合、2026年3月31日から6月30日の間に内部管理体制の整備及び運用の状況等を開示しなければならない。2026年5月1日に指定継続決定となった企業の決算日が6月30日の場合、2027年6月30日から9月30日の間に内部管理体制の整備及び運用の状況等を開示しなければならない）に開示した内部管理体制の整備及び運用の状況等、直前の財務諸表又は四半期財務諸表、有価証券報告書、四半期報告書によって審査が行われる。
1回目と2回目における審査は、対象会社が内部管理体制等が適切に整備・運用されているか、事業の継続性・収益性が確保されているか、上場維持基準（東証のみ）に適合しているか、上場廃止基準（札証・福証のみ）に抵触していないかを審査する。経過処置期間の指定を受けた企業は、2回目までに内部管理体制等を適切に整備・運用されていると認められ、かつ事業の継続性・収益性が確保されている場合や上場維持基準（東証のみ）に適合している場合、上場廃止基準（札証・福証のみ）に抵触していない場合は指定が解除されるが、2回目までの審査において、内部管理体制等を適切に整備・適切に運用されていると認められない場合は上場廃止となる。また、2回目までの審査において、内部管理体制等を適切に整備・運用されていると認められるものの、かつ事業の継続性・収益性が確保されていない場合や上場維持基準不適合（東証のみ）の場合、上場廃止基準に抵触（札証・福証のみ）した場合は指定継続となり、1回目と2回目の両方における審査の時点で上場維持基準（東証のみ）に適合しなかった場合、上場廃止基準に抵触（札証・福証のみ）した場合は上場廃止となる。3回目の審査において内部管理体制等を適切に整備・運用されていると認められる場合は指定が解除されるが、内部管理体制等を適切に整備・適切に運用されていると認められない場合は上場廃止となる。
経過処置期間に指定された企業は、1回目の内部管理体制確認書の審査によって1年以内に内部管理体制等が適切に整備・運用されていると認められる場合は最長で5年間、1回目の内部管理体制確認書の審査によって1年以内に内部管理体制等が適切に整備されていると認めるものの、適切に運用されていると認められない場合（適切に運用される見込みがある場合に限る）は最長で6年間、特別注意銘柄の指定を受けることになる。
2024年1月15日以降に東京証券取引所上場企業が指定された場合における、経過処置期間の基準は以下の通りである。下表の基準を満たさない場合は指定継続となる。純資産の額に関しては、プライム市場上場企業は新規上場時における審査基準を適用する他、スタンダード市場上場企業とグロース市場上場企業は上場維持基準を適用する。プライム市場上場企業は、利益の額が最近2年間の利益の額の総額が25億円未満の場合、純資産の額が連結純資産で50億円未満である場合は指定継続となる他、スタンダード市場上場企業は最近1年間の利益の額の総額が1億円未満の場合は指定継続となる。また、指定期間中に利益の額以外の指定解除基準を満たさなかったり、プライム市場上場企業において連結純資産の額が負となった場合は上場維持基準不適合として上場廃止となる。
1回目に提出した内部管理体制確認書による審査（1回目の内部管理体制確認書の審査によって1年以内に内部管理体制等が適切に整備・運用されていると認められる場合）や経過観察期間において指定継続となる主な例は以下の通りである。
- 2025年12月19日に特別注意銘柄に指定されたプライム市場上場企業（決算日が3月31日の場合）において、2026年3月期と2027年3月期を合計した連結経常利益の総額が25億円未満
- 2025年12月19日に特別注意銘柄に指定されたプライム市場上場企業（決算日が3月31日の場合）が経過観察期間内において、2027年3月期と2028年3月期または2028年3月期と2029年3月期を合計した連結経常利益の総額が25億円未満
- 2025年9月16日に特別注意銘柄に指定されたプライム市場上場企業（決算日が3月31日の場合）において、2027年3月期の連結純資産の額が50億円未満
- 2024年10月26日に指定されたスタンダード市場上場企業（決算日が10月31日の場合）において、2025年10月期における連結経常利益の額が1億円未満
- 2024年10月26日に指定されたスタンダード市場上場企業（決算日が10月31日の場合）が経過観察期間内において、2026年10月期または2027年10月期おける連結経常利益の額が1億円未満
- 2025年1月29日に指定されたスタンダード市場上場企業（決算日が12月31日の場合）が経過観察期間内において、2026年12月期から2028年12月期までの連結経常利益の額が3期連続で1億円未満
- 指定以前から継続企業の前提に関する事項の注記がなされており、2025年1月29日に指定されたスタンダード市場上場企業（決算日が12月31日の場合）において、指定期間中に継続企業の前提に関する事項の注記が解消されない場合
- 2024年10月26日に指定されたスタンダード市場上場企業（決算日が10月31日の場合）が2025年10月31日時点において流通株式時価総額（流通株式時価総額が10億円未満）に抵触したために改善期間内にあるとき
- 2025年9月16日に特別注意銘柄に指定されたスタンダード市場上場企業（決算日が3月31日の場合）や2025年7月4日に指定され、かつ上場から4年を経過したグロース市場上場企業（決算日が12月31日の場合）が純資産の額（純資産が負）により改善期間内にあるとき
- 2025年1月29日に指定され、かつ上場から10年を経過したグロース市場上場企業（決算日が2月末日の場合）が2026年2月28日時点において時価総額（時価総額が40億円未満）に抵触したために改善期間内にあるとき

| 指定解除基準 | プライム                                                                               | スタンダード                                                                           | グロース |
| --- | -------------------------------------------------------------------------------------- | -------------------------------------------------------------------------------------- | --- |
| 株主数 | 800人以上                                                                              | 400人以上                                                                              | 150人以上 |
| 流通株式数 | 20,000単位以上                                                                         | 2,000単位以上                                                                          | 1,000単位以上 |
| 時価総額 | -                                                                                      | -                                                                                      | 上場から10年経過後 40億円以上 （旧：マザーズ・旧：JASDAQに 上場していた企業は 新規上場した日から起算） （上場後10年間は経過処置期間に おいて 時価総額の基準を除外） |
| 利益の額 （連結経常利益金額又は 連結経常損失金額に 非支配株主に帰属する当期純利益又は 非支配株主に帰属する 当期純損失を加減） | 最近2年間の利益の額の 総額が25億円以上                                                 | 最近1年間の利益の額の 総額が1億円以上                                                  | - |
| 流通株式時価総額 | 100億円以上                                                                            | 10億円以上                                                                             | 5億円以上 |
| 売買代金 | 1日平均売買代金 2000万円以上                                                           | -                                                                                      | - |
| 売買高 | -                                                                                      | 月平均売買高 10単位以上                                                                | 月平均売買高 10単位以上 |
| 流通株式比率 | 35%以上                                                                                | 25%以上                                                                                | 25%以上 |
| 純資産の額 | 直前の事業年度 又は 四半期会計期間の 末日における 連結純資産が 50億円以上              | 純資産が正                                                                             | 上場から4年経過後 純資産が正 （旧：マザーズ・旧：JASDAQに 上場していた企業は 新規上場した日から起算） （上場後3年間は経過処置期間に おいて 純資産の基準を除外）     |
| 継続企業の前提 | 直前の財務諸表 又は 四半期財務諸表に 継続企業の前提に関する事項が 注記されていないこと | 直前の財務諸表 又は 四半期財務諸表に 継続企業の前提に関する事項が 注記されていないこと | 直前の財務諸表 又は 四半期財務諸表に 継続企業の前提に関する事項が 注記されていないこと                                                                              |

2024年3月8日以降に札幌証券取引所上場企業が指定された場合における場合における、経過処置期間の基準は以下の通りである。下表の基準を満たさない場合は指定継続となる。純資産の額に関しては、本則市場上場企業は新規上場時における審査基準を適用する他、アンビシャス上場企業は上場廃止基準を適用する。本則市場上場企業は、利益の額が最近1年間の経常利益の額の総額が5000万円未満の場合、純資産の額が3億円未満である場合は指定継続となる。
| 指定解除基準   | 札証本則市場 | アンビシャス |
| -------------- | --- | --- |
| 株主数         | 150人以上 | 100人以上 |
| 流通株式数     | 1,000単位以上 | - |
| 上場時価総額   | 5億円以上又は 上場株式数に 2を乗じて得た数値を 満たしている場合                                                                                  | 2億円以上又は 上場株式数に 2を乗じて得た数値を 満たしている場合                                                                                  |
| 利益の額       | 最近1年間の経常利益が 5000万円以上 | - |
| 流通株式比率   | 5%以上 | - |
| 売買高         | 毎年12月末日以前1年間における 月平均売買高が2単位以上 （国内の他の証券取引所に 上場されている株券については、 国内の他の証券取引所における合計） | 毎年12月末日以前1年間における 月平均売買高が2単位以上 （国内の他の証券取引所に 上場されている株券については、 国内の他の証券取引所における合計） |
| 純資産の額     | 純資産が正 | 純資産が正 |
| 業績           | 最近4連結会計年度における営業利益及び 営業活動によるキャッシュフローの額が 正であること                                                          | 最近4連結会計年度における営業利益及び 営業活動によるキャッシュフローの額が 正であること                                                          |
| 継続企業の前提 | 直前の財務諸表 又は 四半期財務諸表に 継続企業の前提に関する事項が 注記されていないこと                                                           | 直前の財務諸表 又は 四半期財務諸表に 継続企業の前提に関する事項が 注記されていないこと                                                           |

2024年3月8日以降に福岡証券取引所上場企業が指定された場合における場合における、経過処置期間の基準は以下の通りである。下表の基準を満たさない場合は指定継続となる。純資産の額に関しては、本則市場上場企業は新規上場時における審査基準を適用する他、Q-Board上場企業は上場廃止基準を適用する。本則市場上場企業は、利益の額が最近1年間の経常利益の額の総額が1億円未満の場合、純資産の額が3億円未満である場合は指定継続となる。
| 指定解除基準   | 福証本則市場 | Q-Board |
| -------------- | --- | --- |
| 株主数         | 150人以上 | 100人以上 |
| 流通株式数     | 1,000単位以上 | - |
| 流通株式比率   | 5%以上 | - |
| 売買高         | 毎年12月末日以前1年間における 月平均売買高が2単位以上 （国内の他の証券取引所に 上場されている株券については、 国内の他の証券取引所における合計） | 毎年12月末日以前1年間における 月平均売買高が4単位以上 （国内の他の証券取引所に 上場されている株券については、 国内の他の証券取引所における合計） |
| 経常利益の額   | 最近1年間の経常利益が 1億円以上 | - |
| 上場時価総額   | 5億円以上 | 2億円以上 |
| 純資産の額     | 純資産が正 | 純資産が正 |
| 業績           | - | 最近4連結会計年度における営業利益及び 営業活動によるキャッシュフローの額が 正であること                                                          |
| 継続企業の前提 | 直前の財務諸表 又は 四半期財務諸表に 継続企業の前提に関する事項が 注記されていないこと                                                           | 直前の財務諸表 又は 四半期財務諸表に 継続企業の前提に関する事項が 注記されていないこと                                                           |

### 指定から指定解除・上場廃止までの流れ
指定を受けてから指定解除もしくは上場廃止までのおおまかな流れは以下の通りである。以下は東京証券取引所上場企業は2024年1月15日以降に、名古屋証券取引所上場企業は2024年4月26日以降にそれぞれ指定された場合の流れである。
東京証券取引所上場企業が指定された場合
- 上場契約違約金の徴求
- 上場維持基準は2022年4月4日以降に新規上場した企業と同じ基準を適用。経過処置の適用を受けている企業が指定された場合は上場維持基準を同日以降に新規上場した企業と同じ基準に変更
- 指定から4日後に東証株価指数（2022年4月1日以前に1部上場（新市場区分は不問）した企業並びにプライム市場へ新規上場もしくはスタンダード市場・グロース市場からプライム市場へ市場変更した企業のみ）、JPX日経インデックス400銘柄、JPX日経中小型株指数銘柄、東証スタンダード市場TOP20銘柄（スタンダード市場上場企業のみ）、東証グロース市場250指数（グロース市場上場企業のみ）、東証グロース市場Core指数銘柄の各株価指数から除外
- 上場維持基準に抵触した場合、「上場維持基準の適合に向けた計画書」（2022年4月4日以降に新規上場した企業と同じ基準）を提出
- 指定措置に対する改善計画の検討・ドラフトの策定を実施した後、日本取引所自主規制法人へ改善計画書ドラフトを提出
- 指定を受けた企業が指定後速やかに「再発防止のための改善計画」を開示した後、改善状況報告書を提出
- 指定期間中に他の事由（上場維持基準を満たさない、経営破綻、株式公開買付け、公益・投資者保護、有価証券報告書提出遅延など）により上場廃止が決定した場合は、整理銘柄への指定と同時に特設注意市場銘柄の指定を取り消された後に上場廃止
- 指定から1年後に1回目の内部管理体制確認書を提出。内部管理体制確認書の提出後に「内部管理体制の整備及び運用の状況等」を開示
- 1回目の内部管理体制確認書の審査、直前の財務諸表又は四半期財務諸表、有価証券報告書、四半期報告書に基づく指定解除・指定継続・上場廃止の判断（審査期間は1回目の内部管理体制確認書を提出した事業年度の末日まで）
  - 1年以内に内部管理体制等を適切に整備・運用されており、かつ財務諸表等に継続企業の前提に関する事項が注記されていない場合・プライム市場上場企業及びスタンダード市場上場企業において、利益の額及び純資産が新規上場時における基準を満たしている場合・すべての上場維持基準に適合している場合・上場維持基準による改善期間内でない場合は指定解除。指定解除された場合は通常の取引銘柄に復帰すると同時に上場維持。指定解除から5年間は改善状況報告書を提出
  - 1年以内に内部管理体制等を適切に整備・運用されていると認めるものの、かつ財務諸表等に継続企業の前提に関する事項が注記されている場合・プライム市場上場企業及びスタンダード市場上場企業において、利益の額及び純資産が新規上場時における基準を満たしていない場合・上場維持基準に1つでも適合していない場合・上場維持基準による改善期間内である場合は指定継続と同時に経過観察期間（対象銘柄）に指定
  - 1年以内に内部管理体制等が適切に整備されていると認めるものの、適切に運用されていると認められない場合（適切に運用される見込みがある場合に限る）は指定継続
  - 1年以内に内部管理体制等が適切に整備されていると認められない場合や適切に運用される見込みがなくなったと認める場合は、整理銘柄への指定と同時に特別注意銘柄の指定を取り消された後に上場廃止
- 1年以内に内部管理体制等が適切に整備されている場合であっても、適切に運用されていると認められない場合（適切に運用される見込みがある場合に限る）、経過観察期間（対象銘柄）によって指定継続となった場合は、指定の継続を決定した日の属する事業年度（当該指定の継続を決定した日から当該事業年度の末日までの期間が3か月に満たない場合は当該事業年度の翌事業年度）の末日から起算して3か月以内に2回目の内部管理体制確認書を提出
- 指定継続並びに経過観察期間に指定された企業は、指定継続を決定した日の属する事業年度の末日から起算して3か月以内に内部管理体制の整備及び運用の状況、事業の継続性や収益性等の改善に向けた取組やその進捗状況を開示
- 指定継続を決定した日の属する事業年度の末日から起算して3か月以内に開示した内部管理体制の整備及び運用の状況等、再提出した内部管理体制確認書、直前の財務諸表又は四半期財務諸表、有価証券報告書、四半期報告書に基づく指定解除・指定継続・上場廃止の判断
  - 再提出した内部管理体制確認書や経過観察期間による2回目までの審査において、内部管理体制等を適切に整備・運用されており、かつ財務諸表等に継続企業の前提に関する事項が注記されていない場合・プライム市場上場企業及びスタンダード市場上場企業において、利益の額及び純資産が新規上場時における基準を満たしている場合・すべての上場維持基準に適合している場合・上場維持基準による改善期間内でない場合は指定解除となり、通常の取引銘柄に復帰すると同時に上場維持。指定解除から5年間は改善状況報告書を提出
  - 再提出した内部管理体制確認書や経過観察期間による2回目までの審査において、内部管理体制等を適切に整備・運用されていると認めるものの、かつ財務諸表等に継続企業の前提に関する事項が注記されている場合・プライム市場上場企業及びスタンダード市場上場企業において、利益の額及び純資産が新規上場時における基準を満たしていない場合・上場維持基準に1つでも適合していない場合・上場維持基準による改善期間内である場合は指定継続と同時に経過観察期間継続となると同時に、年度末ごとに内部管理体制確認書を再提出
  - 再提出した内部管理体制確認書や経過観察期間による2回目までの審査において、内部管理体制等を適切に整備・運用されていると認められない場合は、整理銘柄への指定と同時に特別注意銘柄の指定を取り消された後に上場廃止
- 経過観察期間による3回目の審査に基づく指定解除・上場廃止の最終判断（経過観察期間による2回目の審査において、内部管理体制等を適切に整備・運用されており、財務諸表等に継続企業の前提に関する事項が注記されている場合・プライム市場上場企業及びスタンダード市場上場企業において、利益の額及び純資産が新規上場時における基準を満たしていない場合・上場維持基準に1つでも適合していない場合・上場維持基準による改善期間内である場合のみ）
  - 内部管理体制等を適切に整備・運用されていると認められる場合は指定解除となり、通常の取引銘柄に復帰すると同時に上場維持。指定解除から5年間は改善状況報告書を提出
  - 内部管理体制等を適切に整備・運用されていると認められない場合は、整理銘柄への指定と同時に特別注意銘柄の指定を取り消された後に上場廃止

名古屋証券取引所上場企業が指定された場合
- 上場契約違約金の徴求
- 上場維持基準は2022年4月4日以降に新規上場した企業と同じ基準を適用。経過処置の適用を受けている企業が指定された場合は上場維持基準を同日以降に新規上場した企業と同じ基準に変更
- 上場維持基準に抵触した場合、「上場維持基準の適合に向けた計画書」（2022年4月4日以降に新規上場した企業と同じ基準）を提出
- 改善計画書案の策定を実施した後、名古屋証券取引所へ改善計画書案を提出
- 指定を受けた企業が指定後速やかに「再発防止のための改善計画」を開示した後、改善状況報告書を提出
- 指定期間中に他の事由（上場維持基準を満たさない、経営破綻、株式公開買付け、公益・投資者保護、有価証券報告書提出遅延など）により上場廃止が決定した場合は、整理銘柄への指定と同時に特設注意市場銘柄の指定を取り消された後に上場廃止
- 指定から1年後に1回目の内部管理体制確認書を提出。内部管理体制確認書の提出後に「内部管理体制の整備及び運用の状況等」を開示
- 1回目の内部管理体制確認書の審査に基づく指定解除・指定継続・上場廃止の判断（審査期間は1回目の内部管理体制確認書を提出した事業年度の末日まで）
  - 1年以内に内部管理体制等を適切に整備・運用されている場合は指定解除。指定解除された場合は通常の取引銘柄に復帰すると同時に上場維持。指定解除から5年間は改善状況報告書を提出
  - 1年以内に内部管理体制等が適切に整備されていると認めるものの、適切に運用されていると認められない場合（適切に運用される見込みがある場合に限る）は指定継続
  - 1年以内に内部管理体制等が適切に整備されていると認められない場合や適切に運用される見込みがなくなったと認める場合は、整理銘柄への指定と同時に特別注意銘柄の指定を取り消された後に上場廃止
- 1年以内に内部管理体制等が適切に整備されている場合であっても、適切に運用されていると認められない場合（適切に運用される見込みがある場合に限る）によって指定継続となった場合は、指定の継続を決定した日の属する事業年度（当該指定の継続を決定した日から当該事業年度の末日までの期間が3か月に満たない場合は当該事業年度の翌事業年度）の末日から起算して3か月以内に2回目の内部管理体制確認書を提出
- 指定継続となった企業は、指定継続を決定した日の属する事業年度の末日から起算して3か月以内に内部管理体制の整備及び運用の状況、事業の継続性や収益性等の改善に向けた取組やその進捗状況を開示
- 提出した2回目の内部管理体制確認書の審査に基づく指定解除・上場廃止の最終判断（審査期間は2回目の内部管理体制確認書を提出した事業年度の末日まで）
  - 内部管理体制等を適切に整備・運用されていると認められる場合は指定解除となり、通常の取引銘柄に復帰すると同時に上場維持。指定解除から5年間は改善状況報告書を提出
  - 内部管理体制等を適切に整備・運用されていると認められない場合は、整理銘柄への指定と同時に特別注意銘柄の指定を取り消された後に上場廃止
- 指定解除された名証上場企業が指定解除から3事業年度が経過するまでの間に、内部管理体制の改善が必要と認めた場合は再度指定。指定解除から3事業年度が経過するまでの間に、再度内部管理体制等が適切に整備・運用されていると認められない状態となった場合において、明らかに改善の見込みがないと認める場合は上場廃止

指定された上場企業が行った主な内部管理体制改善策は以下の通りである。
- 特別調査委員会や第三者委員会の設置
- 役員の一新
- 新経営陣への経営体制移行後、旧経営陣が策定した改善計画案を大幅に見直す
- 第三者割当増資を実施した上で、第三者割当増資先（上場企業に限る）の連結子会社化（第三者割当増資先の連結子会社となった結果、ディー・エル・イー（朝日放送グループホールディングスの連結子会社化）やハイアス・アンド・カンパニー（くふうカンパニーの連結子会社化）の様に親子上場となったケースもある。非上場企業に対する第三者割当増資は保有比率に制約がある）
- 第三者割当増資によって親子上場となった場合、会計監査人を親会社と同一に変更
- 特設注意市場銘柄指定となった原因となった人物や企業の影響力を低下させる（保有株式比率の低下、原因となった人物との接触を禁止（やむを得ず原因となった人物と接触する場合は指定された企業の顧問弁護士を通す）、原因となった人物を営業所への出入禁止とする、原因となった人物への退職勧奨など）
- 監査等委員会設置会社への移行

等である。
また、指定中や指定解除後に、原因となった人物に対して損害賠償請求を提起するケースもある。これとは別に、マツヤ、日本フォームサービス、アマナ、ビジョナリーホールディングスの様に、株式公開買付けを行った上で自主的に上場廃止に踏み切ったケースもある（マツヤと日本フォームサービスは2回目の内部管理体制確認書提出後に株式公開買付けが成立し、その後上場廃止。アマナとビジョナリーホールディングスは1回目の内部管理体制確認書提出前に株式公開買付けが成立し、その後上場廃止。）。

### 特別注意銘柄による上場廃止基準
2024年1月15日以降に東京証券取引所から指定された上場会社における上場廃止基準は下記の通りである。
- 指定後において、内部管理体制等が適切に整備される又は適切に運用される見込みがなくなったと証券取引所が認める場合
- 指定から1年経過後の審査までに、内部管理体制等が適切に整備されていると認められない場合又はその後に迎える事業年度の末日以降の審査までに、内部管理体制等が適切に運用されていると認められない場合
- 指定後において、内部管理体制等が適切に整備され、運用されていると認めたものの、経過観察の対象として、特別注意銘柄の指定を継続された後、内部管理体制等が再び適切に整備され、運用されていると認められない状態となった場合
- 内部管理体制確認書を指定された日に提出しなかった場合
- 内部管理体制確認書の虚偽記載や必要事項を記入しなかった場合

2013年8月9日から2024年1月14日までに東京証券取引所から指定された上場会社、2013年9月13日から2024年4月25日までに名古屋証券取引所から指定された上場会社における上場廃止基準は下記の通りであった。特別注意銘柄への名称変更後も規程改正前の基準を適用していたオウケイウェイヴ、東京衡機、アルデプロの3社は、オウケイウェイヴと東京衡機の2社は2回目に提出した内部管理体制確認書の審査結果により指定解除となり、オウケイウェイヴは指定解除後も2024年4月26日に改正された有価証券上場規程の一部（「特別注意銘柄等」としての上場廃止事由、指定解除後の状況報告制度（改善状況報告書の提出））が適用されるため、2027年6月期までに再び内部管理体制に問題がある場合は特別注意銘柄への再指定もしくは上場廃止となる他、東京衡機は指定解除後も2024年1月15日に改正された有価証券上場規程の一部（指定解除後の状況報告制度（改善状況報告書の提出））が適用される。2013年8月8日以前の規程（改善期間3年）において1回目の指定を受け、指定解除されたものの2024年1月14日以前の規程（改善期間1年）において再度指定されたアルデプロは、特別注意銘柄による上場廃止基準（2024年1月14日以前の規定を適用）により上場廃止となっている。
- 指定後1年以内に内部管理体制等について改善がなされなかったと取引所が認める場合（改善の見込みがなくなったと取引所が認めた場合に限る。同時に整理銘柄にも指定される）。
- 指定中に、上場会社の内部管理体制等について改善の見込みがなくなったと取引所が認める場合（同時に整理銘柄にも指定される）。
  - 上記は、フード・プラネット、五洋インテックス、ディー・ディー・エス、ルーデン・ホールディングス、アルデプロの様に、1回目に提出した内部管理体制確認書の内容確認（指定を受けた上場企業が開示した「再発防止のための改善計画」が進捗せず、かつ改善を完了させるための具体的な計画が示されていない場合）や改善状況報告書における改善計画の実施状況によっては、監理銘柄（審査中）にも指定され[51][52][53][54]、内部管理体制等について改善がなされなかったと取引所が認める場合や内部管理体制等について改善の見込みがなくなったと取引所が認める場合は上場廃止となる。
- 指定後1年6か月以内に上場会社の内部管理体制等について改善がなされなかったと取引所が認める場合（同時に監理銘柄<審査中>にも指定され、1回目の内部管理体制確認書提出後の6ヶ月後に2回目の内部管理体制確認書を再提出しなければならない。2回目の提出でも改善がなされていないと取引所が認めた場合は上場廃止となり、同時に整理銘柄にも指定される）。
- 内部管理体制確認書を指定された日に提出しなかった場合（同時に整理銘柄にも指定される）。
- 内部管理体制確認書の虚偽記載や必要事項を記入しなかった場合（同時に整理銘柄にも指定される）。

2013年8月8日以前に指定された上場会社における上場廃止基準は以下の通りであった。2013年年8月9日時点で指定されていた京王ズホールディングス、グローバルアジアホールディングス、マツヤの3社は同日以降も改正前の規程が適用されていたが、京王ズホールディングスとグローバルアジアホールディングスは特設注意市場銘柄による上場廃止基準により上場廃止となった他、マツヤは前述の通りTOBにより上場廃止となっている。
- 特設注意市場銘柄に指定されている上場会社が当該指定から3年を経過した場合で、かつ当該内部管理体制等に引き続き問題があると証券取引所が認めるとき（同時に整理銘柄にも指定される）。
- 取引所が内部管理体制確認書の提出を求めたにもかかわらず、内部管理体制の状況等が改善される見込みがないと認める場合（同時に整理銘柄にも指定される）。
- 内部管理体制確認書を指定された日に提出しなかった場合（同時に整理銘柄にも指定される）。
- 内部管理体制確認書の虚偽記載や必要事項を記入しなかった場合（同時に整理銘柄にも指定される）。

「内部管理体制確認書」の審査結果や内部管理体制が改善される見込みがないとして上場廃止となった企業は9社あり、この内5社は事業停止（休眠状態）に追い込まれたり、経営破綻に至っている。9社の内、上場廃止時における会計監査人は、京王ズホールディングス、グローバルアジアホールディングス、エル・シー・エーホールディングス、アジア開発キャピタルの4社が監査法人アリアであった他、五洋インテックスとアルデプロの2社はフロンティア監査法人であった。京王ズホールディングス、グローバルアジアホールディングス、五洋インテックス、ディー・ディー・エスの4社は指定期間中において、監査法人の変更を行っていた他、京王ズホールディングス、グローバルアジアホールディングス、エル・シー・エーホールディングス、フード・プラネットの4社は、上場廃止までの5年間で2回以上も監査法人の変更を行っていた。フード・プラネットと五洋インテックスの2社は指定期間中において本社の移転を繰り返していた。
特別注意銘柄による上場廃止基準によって上場廃止となった企業において、上場廃止となった主な原因は以下の通りである。
- 内部管理体制確認書の虚偽記載や記入すべき事項の未記入
- 最初の改善計画の開示を1回目に提出する内部管理体制確認書の提出期限1～2か月前に行う
- 改善計画書の策定を断念する
- 指定の原因となった行為において何らの言及・評価もなく、再発防止のための検討が行われていない
- 指定の原因となった人物に対する責任追及を行わない
- 指定の原因となった人物の所在を明らかにしない
- 稟議の申請から承認までが代表取締役のみで行う
- 代表取締役の経営責任が不明確
- 指定の原因となった人物が引き続き内部管理体制などの改善計画を主導することを表明する
- 指定の原因となった人物が指定会社の子会社の役員に留任する
- 組織体制や規程等の未整備
- 外部委託先への内部監査業務委託料の支払い遅延に伴う内部監査業務の停止
- 取締役相互の牽制機能の不備
- 常勤監査役の勤務実態なし
- 債権者との契約違反、契約書等の文書の保管状況が不備であること
- 債務管理の不備
- 日本取引所自主規制法人からの照会に対する回答を拒否する
- 子会社の管理が不十分
- 役職員のコンプライアンス意識の醸成が不十分

等である。

## 上場廃止後の主な扱い
証券保管振替機構（以下ほふり）が取扱っている株式が上場廃止となった場合、上場廃止後の取り扱いに関しては、以下の条件がすべて揃っている場合に限り、ほふりによる取扱が継続される。
- 1:金融商品取引所における上場廃止の原因となる事実が、下記のいずれかであること
  - 会社の解散（合併による解散を除く）
  - 民事再生手続開始の申立て
  - 会社更生手続開始の申立て
- 2:ほふりの取扱継続期間において、ほふりが定める業務処理の方法に従うことを発行者が再度確認していること
- 3:ほふりの取扱継続期間において、発行者と指定株主名簿管理人との契約が継続されていること
- 4:ほふりの取扱継続期間において、発行者がほふりの定める手数料を支払うこと

ほふりによる取扱が廃止された場合は、上場廃止となった株式は証券会社での管理は不可能となり、その株式は発行会社の株式名簿による管理となる。
上場廃止後に破産手続開始決定を受けたり（破産手続開始決定による上場廃止も含む）、会社更生法または民事再生法の規定による更生計画に基づく100%減資などを行った場合、その株式は無価値となる。これを無価値化や価値喪失という。
無価値化となるのは以下の場合である。
- 解散（合併は除く）による清算結了
- 破産法の規定による破産手続開始の決定
- 会社更生法または民事再生法の規定による更生計画に基づく100%減資
- 預金保険法の規定による特別危機管理開始の決定

上場廃止によって無価値化となった例としては、破産法の規定による破産手続開始の決定によって上場廃止となった企業、日本航空（会社更生法よる更生計画に基づく100%減資）、フード・プラネット（上場廃止直後に破産手続開始決定）、インデックス、レナウン（この2社は民事再生手続廃止後に破産手続開始決定）、シベール（民事再生法よる更生計画に基づく100%減資）などがある。

## 上場廃止と上場維持の例

### 上場廃止になった例
経営破綻、合併や完全子会社化などではなく東京証券取引所第1部を上場廃止になった例として、西武鉄道株（株式の大量保有およびその比率に関する有価証券報告書への重大な虚偽記載を行ったことによる）などがある。同じく、同取引所第2部市場を上場廃止になった例は、駿河屋株、丸石ホールディングス株（ともに架空増資を行ったことによる）などがある。
また新興企業を対象とした東証マザーズ市場の上場廃止例としてライブドアと ライブドアマーケティングの例（有価証券報告書の虚偽記載）がある。

### 自主的に上場廃止に踏み切った例
前述の例はいずれも不祥事絡みであるが、不祥事や経営破綻、完全子会社化などではなく、自主的に上場の廃止に踏み切る（非公開化）企業も出現している。なお、理由としては、特に敵対的買収の脅威から逃れることなどが挙げられる。
非公開化に移行する場合、市場に流通している自社株式を企業の関係者が全て買収して、完全に経営権を掌握する必要があり、自社株式を経営陣が買収する場合MBO、従業員が買収する場合EBO、経営者及び従業員が合同で買収する場合MEBOと呼ばれる。
上場廃止を目的するメリットとしては次のようなものが考えられる。
- 株主の意向（配当率、経営への介入など）に左右されない長期的な視点での経営ができる
- 情報開示が年一度の有価証券報告書の提出（ただし、半期報告書の提出義務は残る）といった、最小限のレベルで済む
- 上場企業に比べて各種監査も簡略化できる

一方デメリットとしては
- 資金調達が銀行からの借り入れ（融資）に限られる
- 人材獲得の面でハンディキャップを背負う

自主的に上場の廃止に踏み切った例としてはサンスター、ワールド (企業)、ポッカコーポレーション、すかいらーく、レックス・ホールディングス、青汁のキューサイなどがある。ただし、すかいらーくとワールドはその後再上場した。
外国企業では米ダウ・ケミカル、仏パリバ、韓ポスコなどが上場廃止となっている。

### 上場廃止予定日までに倒産・解散した例
特異なケースではあるが、証券取引所により上場廃止が決定された後、廃止予定日までにその企業が倒産・解散したケースもある。証券取引所における上場廃止等の決定公告では、「速やかに上場廃止すべき事情が発生した場合は、上記整理銘柄指定期間及び上場廃止日を変更することがあります」の注記がなされる。その影響で、上場廃止が当初の予定よりも前倒しされたことがある。
東証マザーズに2009年11月に上場したエフオーアイは、わずか半年後の2010年5月に上場審査時の有価証券届出書（目論見書）の虚偽記載が発覚し、5月18日に6月19日での上場廃止が決定すると、5月31日にに経営存続が不可能として負債総額約92億円で破産した。これは、そもそも上場を目的に巨額の架空の売上高を計上した目論見書を捏造し、上場審査を通過したという悪質なもので、しかもこれを東証側の上場審査の関係者が見破れずに審査を通過させて上場させてしまったものであった。この破産に伴い、同社の実際の上場廃止は6月15日となった。
また、東証2部に上場していた雪印食品は、雪印牛肉偽装事件と、親会社の雪印乳業（現：雪印メグミルク）が起こした雪印集団食中毒事件の影響で経営破綻に追い込まれた。これを受けて、東京証券取引所は2002年2月14日に同社の株式を整理ポストに割当てた。なお、当時の規則は「整理ポスト割当から3か月後に上場廃止」であったため、本来であれば5月14日に上場廃止となるはずであったが、整理ポスト割当後に4月30日付での解散が決議されたため、上場廃止の期日が当初の予定よりも2週間早い、4月30日に前倒しされた。

### 重複上場の廃止
複数の市場へ株式を上場（重複上場）する企業が、そのうち特定の市場のみ上場を廃止する例も存在する。とりわけ、情報化社会のもと取引が東証に一極集中する中で、地方証券取引所へ重複上場する意義が薄れ、コストや事務負担の軽減のために重複上場を廃止する事例が多数発生している。
これとは逆に、小島鐵工所や東福製粉の様に、東証による上場廃止基準により上場廃止になったものの、東証と重複上場していた地方証券取引所では上場廃止基準に該当しなかったために、地方証券取引所単独上場となった企業もある。

### 上場維持となった例
2007年3月期、証券大手「日興コーディアルグループ」は不正会計処理問題により上場基準に抵触したため、上場廃止が見込まれたが、東京証券取引所は「赤字を黒字と偽る粉飾ではない」「組織的・意図的ではない」などを理由として日興の上場維持を決定した。

## ニューヨーク証券取引所における上場廃止
ニューヨーク証券取引所（NYSE）では、会社が株主や投資者に対して適時・適切・正確な情報開示を行わなかった場合や財務情報の報告について公正な会計慣行（good accounting practices）に 従わなかった場合などには上場廃止の判断の可能性を生じるとしている。
また、上場廃止基準には取引所との契約違反（Agreements are Violated）、公益に反する活動 （Operations Contrary to Public Interest）、監査委員会（Audit Committee）の不設置なども列挙されているが、取引所は上記の基準に制約されないと規定されており、有価証券報告書等の虚偽記載など個々の事案に即した対応ができるよう証券取引所には広範な裁量権が認められている。

## ロンドン証券取引所における上場廃止
イギリスでは上場に関する権限は第一義的には金融当局であるFSA（Financial Services Authority）にあり、FSA上場規則では発行会社が上場維持義務（continuing obligations for listing）を満足しなくなった場合などが上場廃止の基準とされている。特にFSA規則に定められた「通常の規則立った取引を阻害する特別な事情（special circumstances that preclude normal regular dealings）」があるときは、上場廃止の広範な裁量権がFSAに認められている。
ロンドン証券取引所（LSE）では、金融当局であるFSAなどの定める規則の遵守など「申請及び開示に関する基準 （Admission and Disclosure Standards）」を定めており、これに違反した場合には譴責（censure）、違反金（fine）、損害賠償命令、上場廃止（cancellation）といった処分を行うことができることとなっている。